# Gertrude di Helfta
Santa Gertrude di Helfta, detta la Grande (Eisleben, 6 gennaio 1256 – Helfta, 17 novembre 1302), fu una religiosa cistercense, ed è venerata come santa dalla Chiesa cattolica che ne celebra la memoria il 16 novembre.
Non si conoscono le origini di Gertrude, la quale fu affidata ed istruita all'età di 5 anni nel monastero cistercense dalla grande Matilde di Magdeburgo. Studiò le materie del trivio e del quadrivio, legge,  teologia e musica. Si narra avesse una voce celestiale. All'età di 26 anni, avverte la chiamata del Signore, "L'illuminazione" come verrà definita in uno dei suoi scritti, che la spinge alla consacrazione a Dio. Estasi, visioni e fenomeni soprannaturali accompagnano questa decisione, oltre al sopraggiungere di malattie fisiche, che però temprano l'anima di Gertrude. La sua aspirazione alla vita solitaria è impedita dalla diffusione della sua fama, che porta al monastero grandi frotte di fedeli, desiderosi di attingere alla sua sapienza. Instancabile propagatrice del culto all'umanità di Gesù Cristo, tradotta nell'immagine del Sacro Cuore.
La vita della Grande Gertrude si estingue il 17 novembre 1302 al Monastero di Helfta, in Germania.

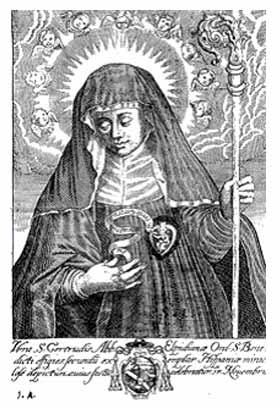
Santa Gertrude in un'incisione tedesca

## Il culto
I monaci benedettini furono grandi propagatori del culto alla mistica tedesca.
Le uniche reliquie esistenti, poiché scampate alla distruzione del suo sepolcro durante la Riforma Luterana, si conservano a Santa Maria di Licodia, all'interno del simulacro conservato in Chiesa Madre.
Nell'iconografia la santa è raffigurata con abiti monastici, la cocolla benedettina, tunica dalle ampie maniche usata durante le liturgie. Il volto contemplativo. Nelle mani regge il bastone pastorale e il libro della regola monastica. Sul petto è raffigurato, all'interno di una raggiera, l'immagine del Sacro Cuore o del Bambino Redentore.
A Roma, nella Chiesa di Santa Bibiana, è intitolata alla santa una cappella realizzata alla fine del seicento da Vincenzo Pacetti. Domina la cappella, la pala d'altare di Giacomo Verona che raffigura Santa Gertrude in estasi.